# Голдфингер
Голдфингер (енгл. Goldfinger) је шпијунски филм из 1964. године и трећи у серији Џејмс Бонд британског продуцента Eon Productions-а, у ком игра Шон Конери као измишљени агент MI6-а, Џејмс Бонд. Темељен је на истоименом роману из 1959. Ијана Флеминга. У осталим улогама су Онор Блекман као Бондова девојка Пуси Галор, Герт Фребе као насловни лик Орик Голдфингер, заједно са Ширли Итон као Бодновом девојком Џил Мастерсон. Филм су продуцирали Алберт Р. Броколи и Хари Залцман, и био је први филм о Бонду који је режирао Гај Хамилтон.
У овом филму Џејмс Бонд је послат да испита сумњивог милијардера Орика Голдфингера, који намерава да контаминира злато у Форт Ноксу (Залихе злата САД) и тако повећа цену својих залиха злата. Голдфингер је био први Бондов блокбастер, са буџетом једнаким буџету два претходна филма заједно. Филм је сниман од јануара до јула 1964. у Уједињеном Краљевству, Швајцарској и Сједињеним Државама.
Голдфингер је најављиван као филм у франшизи где Џејмс Бонд „долази у фокус”. Његово издање довело је до низа промотивних лиценцираних повезаних производа, укључујући играчку Астон Мартина ДБ5, аутомобила Corgi Toys-а која је постала најпродаванија играчка 1964. године. Промоција је такође укључивала слику златно обојене Итонове на насловници часописа Life.
Многи елементи уведени у овом остварењу појавили су се у многим каснијим филмовима о Џејмсу Бонду, као што је Бондова широка употреба технологије и уређаја, опсежна уводна секвенца која је углавном била одвојена од главне приче и употреба више страних језика. Голдфингер је први Бондов филм који је освојио Оскара (за најбољу монтажу звука) и добио је углавном позитивне критике. Филм је постигао финансијски успех, повративши буџет за две недеље и зарадивши преко 120 милиона долара широм света.
Године 1999, филм је смештен на 70. место списка 100 најбољих британских филмова Британског филмског института.

## Радња
У уводној секвенци, Џејмс Бонд уништава базу мексичких нарко-дилера пластичним експлозивом и ликвидира убице послате да га убију. Прича се наставља у Мајамију на Флориди, са агентом ЦИА-е, Феликсом Лајтером, који доставља Бонду поруку од М, у којој тражи да надгледа Орика Голдфингера. Бонд разоткрива Голдфингера како вара на партији карата уз помоћ своје асистенткиње Џил Мастерсон, која му радијом јавља које карте има његов противник. Након што му је пореметио схему и присилио га да изгуби, Бонд и Џил почињу да воде љубав у његовом апартману. Након тога, док Бонд доноси шампањац из кухиње, обара га Одџоб, Голдфингеров корејски слуга, док је Џил угушена након што ју је целу прекрио златом.
У Лондону, Бонд дознаје како је права сврха његове мисије да открије како Голдфингер транспортује злато у иностранство. Састаје се са Голдфингером на игралишту за голф где покушавају да играју на велике улоге. Голдфингер вара, али Бонд то схвата и замењује његову лоптицу, присиливши га да изгуби. Након што је подмирио дуг, Голдфингер упозорава Бонда да му се не меша у посао, тако што Одџоб одрубљује главу једном кипу својим шеширом обрубљеним челиком. Бонд поставља уређај за праћење на Голдфингеров ауто и почиње да га прати у Швајцарску, где упознаје Тили Мастерсон, Џилину сестру, која покушава да убије Голдфингера снајпером. Бонд мисли да је он мета и док га Тили претиче, Бонд јој пробуши две гуме на ауту специјалном направом на свом Астон Мартину ДБ5.
Кад је прегледавао Голдфингеров погон, начуо је његов разговор са агентом о „Операцији Гренд Слем”. Напуштајући погон, наилази на Тили која други пут покушава да убије Голдфингера, али случајно активира аларм. Током њихова бега, Одџоб сломи Тилин врат својим шеширом. Бонд покушава да се одвезе аутом из погона, али се збуњује сликом у огледалу истог аута који јури према њему па се забија у зид, након чега га хватају Голдфингерови људи. Привезан је за златну плочу испод индустријског ласера, који је постављен тако да полако реже плочу напола, па тако и самог Бонда. Почиње да лаже да ће га заменити други 00 агент који има исте информације као и он. Голдфингер схвата како не сме да ризикује са новим, непознатим агентом и да ће имати мање невоља ако увери Бондове надређене да Бонд добро напредује на мисији, док ће у међувремену Бонда држати неутрализованог.
Бонд се буди у Голдфингеровом приватном авиону, који вози Голдфингерова пилоткиња Пуси Галор. Она му говори како иду на Голдфингерово узгајалиште коња у Kентакију, близу Форт Нокса. Током лета, он активира уређај за праћење и поставља га у пету своје леве ципеле; Лајтер очитава сигнал и почиње да прати Бонда. Након слетања, Бонда затварају у подрум коњушнице, где се Голдфингер састаје са америчким мафијашима како би преузео материјал потребан за Операцију Гренд Слем. Бонд успева да побегне и почиње да слуша разговор. Голдфингер намерава да убије војнике у Форт Ноксу отровним плином; на крају састанка, његови људи плином убијају мафијаше. Пуси Галор и чувари поновно затварају Бонда и враћају га у његову ћелију. Бонд и Голдфингер расправљају о детаљима Операције Гренд Слем. Kако је потребно доста времена да се украде злато, Голдфингер намерава да озрачити трезор „нуклеарном направом” како би америчко злато учинио безвредним на 60 година и повећао вредност властитих златних залиха.
Kако Операција Гренд Слем почиње, жене пилоти из Галориног летећег циркуса почињу да испуштају плин изнад Форт Нокса на хиљаде војника и цивила. Претходно је, међутим, Бонд навео Пуси Галор да контактира ЦИА-у, која је заменила отровни плин оним нешкодљивим. Голдфингерова лична кинеска војска уништава улазна врата експлозивом, а онда ласером врата трезора. Напољу, сви војници из Форт Нокса, који су глумили да су мртви, буде се како би се супротставили Голдфингеровим снагама. Голдфингер, прерушен у пуковника, успева да побегне.
У трезору, Бонд убија Одџоба, и узалудно покушава да деактивира атомску направу, али на крају успева да је деактивира бомбашки специјалиста који је дошао са Лајтером; он зауставља тајмер на седам секунди па он показује „007”. Након што је спасио Форт Нокс, Бонд треба да се састане са америчким председником. Бондов авион отима Голдфингер, који покушава да побегне на Кубу. Док се Бонд и Голдфингер боре, пиштољ опаљује разбивши прозор, након чега притисак у кабини пада. Бонд успева да се задржати, али Голдфингера притисак повлачи кроз мали прозор. Авион почиње да пада, али пре самог удара Бонд и Пуси искачу падобраном и срећно се спуштају у шуму.

## Улоге
| Глумац          | Улога              |
| --------------- | ------------------ |
| Шон Конери      | Џејмс Бонд         |
| Онор Блекман    | Пуси Галор         |
| Герт Фребе      | Орик Голдфингер    |
| Ширли Итон      | Џил Мастерсон      |
| Тања Малет      | Тили Мастерсон     |
| Харолд Сакара   | Одџоб              |
| Бернард Ли      | М                  |
| Сес Линдер      | Феликс Лајтер      |
| Лоис Максвел    | госпођица Манипени |
| Дезмонд Левелин | Кју                |
| Нађа Регин      | Бонита             |